# Stavroúla Kozompóli
Stavroúla « Voúla » Kozompóli (grec moderne : Σταυρούλα «Βούλα» Κοζομπόλη), née le 14 janvier 1974 à Athènes, est une joueuse de water-polo internationale grecque. Elle remporte la médaille d'argent lors Jeux olympiques d'été de 2004 avec l'équipe de Grèce.

## Palmarès

### En sélection
- Grèce
  - Jeux olympiques :
    - Médaille d'argent : 2004.

  - Ligue mondiale :
    - Vainqueur : 2005.